# 詹姆斯·拉米
詹姆斯·拉米（英語：James Lamy，1928年5月30日—1992年5月30日），美国男子雪车运动员。他曾代表美国参加1956年和1964年冬季奥林匹克运动会雪车比赛，其中1956年冬季奥运会获得一枚铜牌。